# 에릭 슐로저
에릭 매튜 슐로저(Eric Matthew Schlosser, 1959년 8월 17일 ~ )는 미국의 언론인이자 음식 작가이다. 패스트푸드의 제국 (2001), Reefer Madness (2003), Command and Control: Nuclear Weapons, the Damascus Accident, and the Illusion of Safety (2013) 등의 저서로 잘 알려져 있다.

## 생애
슐로저는 뉴욕주 뉴욕에서 태어나 어린 시절을 그곳과 캘리포니아주 로스앤젤레스에서 보냈다. 그의 부모는 주디스(결혼 전 성 Gassner)와 허버트 슐로저인데, 허버트 슐로저는 전직 월가 변호사로 경력 후반에 방송계로 전향하여 1974년에는 NBC의 사장이 되었고, 나중에는 RCA (기업)의 부사장이 되었다.
슐로저는 1982년 프린스턴 대학교에서 "매카시 시대의 학문의 자유: 반공주의, 순응주의, 그리고 프린스턴"(Academic Freedom during the McCarthy Era: Anti-Communism, Conformity and Princeton)이라는 제목의 148페이지 분량의 졸업 논문을 완성한 후 역사학 학사 학위를 받았다. 이어서 오리엘 칼리지에서 대영 제국 역사학 석사 학위를 취득했다. 극작가로서 1985년작 '아메리칸즈'와 2007년작 '위 더 피플' 두 편의 희곡을 썼다. 배우 로버트 레드퍼드의 딸인 샤우나 레드퍼드와 결혼했다.

### 언론과 서적
슐로저는 매사추세츠주 보스턴의 애틀랜틱 먼슬리에서 언론인 경력을 시작했다. 탐사보도 작품으로 빠르게 인정을 받았고, 입사 2년 만에 두 개의 상을 수상했다. 두 편의 연작 기사 "Reefer Madness"와 "Marijuana and the Law"(애틀랜틱 먼슬리, 1994년 8월 및 9월)로 내셔널 매거진 어워드를 수상했으며, "In the Strawberry Fields"(애틀랜틱 먼슬리, 1995년 11월 19일) 기사로 시드니 힐먼 재단상을 수상했다.
슐로저는 패스트푸드 산업의 비위생적이고 차별적인 관행을 폭로한 패스트푸드의 제국 (2001)을 썼다. 패스트푸드의 제국은 롤링 스톤에 실린 2부작 기사에서 발전한 것이다. 이 책은 2002년 논픽션 부문 파이어크래커 얼터너티브 북 어워드를 수상했다. 슐로저는 그의 책을 리처드 링클레이터가 감독한 2006년 영화로 각색하는 데 도움을 주었다. 이 영화는 2006년 11월 19일에 개봉했다. 찰스 윌슨과 공동으로 쓴 'Chew On This (2006)'는 젊은 독자를 위한 책의 각색본이다. 포춘 (잡지)은 2001년에 패스트푸드의 제국을 "올해의 최고의 비즈니스 책"으로 선정했다.
그의 2003년 저서 Reefer Madness는 대마초의 역사와 현재 거래, 캘리포니아주 딸기밭에서의 이주노동자 사용, 그리고 미국 포르노 산업 및 그 역사에 대해 다루고 있다. 윌리엄 F. 버클리는 비즈니스위크와 마찬가지로 Reefer Madness에 호의적인 평가를 내렸다.
슐로저의 책 Command and Control: Nuclear Weapons, the Damascus Accident, and the Illusion of Safety는 2013년 9월에 출판되었다. 이 책은 아칸소주 다마스쿠스 근처에서 발생한 타이탄 II 미사일의 비핵 폭발인 1980년 다마스쿠스 타이탄 미사일 폭발에 초점을 맞추고 있다. 더 뉴요커의 루이스 메난드는 이 책을 "훌륭하고" "소름 끼치는" 책이라고 평하며, "Command and Control은 논픽션이 어떻게 쓰여야 하는지를 보여준다"고 말했다. 이 책은 2014년 퓰리처상 역사 부문 최종 후보에 올랐다.
그는 미국 교도소 시스템에 대한 책을 10년 넘게 작업해 왔다.

## 작품
- Schlosser, Eric; Wilson, Charles (2006). 《Chew on this: Everything You Don't Want to Know about Fast Food》 (영어). Houghton Mifflin Harcourt. ISBN 978-0-618-59394-1.
- Jayaraman, Saru; Schlosser, Eric (2013년 2월 12일). 《Behind the Kitchen Door》 (영어). Cornell University Press. ISBN 978-0-8014-6759-2.

## 영화 및 수상
슐로저는 모건 스펄록의 슈퍼 사이즈 미 DVD에서 영화 제작자와 패스트 푸드 산업에 대해 일대일 토론을 하는 인터뷰에 출연했다. 영화 자체에는 출연하지 않았다. 2005년 프래니 암스트롱에 의해 인터뷰되었으며, 그녀의 영화 맥리벨에 주요 인터뷰 대상자로 등장한다.
슐로저는 2008년 다큐멘터리 푸드 주식회사와 2023년 후속작 푸드 주식회사 2에 마이클 폴란과 함께 출연했다.
슐로저는 또한 2007년 영화 데어 윌 비 블러드의 공동 총괄 프로듀서로 활동했다. 2014년에는 농장 노동자 다큐멘터리 푸드 체인의 총괄 프로듀서였으며, 이 공로는 에바 롱고리아와 공유했다. 둘 다 그들의 역할로 제임스 비어드 재단상을 수상했다. 슐로저는 핵무기에 대한 실험 영화와 디 애시드의 라이브 스코어가 결합된 멀티미디어 설치 작품 "더 밤(the bomb)"의 감독 크레딧도 공유했다.